# بوفورت-اوربانا
بوفورت-اوربانا (به فرانسوی: Beaufort-Orbagna) یک کمون (فرانسه) در فرانسه است که در ژورا واقع شده‌است. بوفورت-اوربانا ۱۳٫۱۱ کیلومتر مربع مساحت دارد.